# A-Sầu-Tal
Das A-Sầu-Tal (meist A-Shau-Tal geschrieben, vietnamesisch Thung lũng A Sầu) ist ein Tal des Trường-Sơn-Gebirges im äußersten Westen der Stadt Huế im zentralen Vietnam, direkt an der Grenze zu Laos. Es verläuft in nordwestlich-südöstlicher Richtung, ist etwa 40 km lang und nur wenige Kilometer breit; auf beiden Seiten erheben sich dicht bewaldete Berge von etwa tausend bis zweitausend Metern Höhe. Die A-Sầu-Region entspricht grob dem Distrikt A Lưới, dessen gleichnamiger Hauptort im Tal liegt, weshalb man auch vom A-Lưới-Tal spricht.
Durch die Talsohle verläuft der Fluss Rào Lao (A Sáp), der in einer großen Schleife auf laotisches Gebiet fließt und dort zum Hauptquellfluss des Sekong wird. Seit 2007 befindet sich ein Wasserkraftwerk im Bau. An das A-Sầu-Tal schließt sich nördlich das Flusstal des Đakrông an, der im Gegensatz zum Rào Lao nach Osten fließt.
Im Tal verläuft heute die Nationalstraße 14, die einen Abschnitt der Hồ-Chí-Minh-Schnellstraße bildet.

## Vietnamkrieg

Amerikanischer Huey-Helikopter im A-Sầu-Tal

Große Bedeutung besaß das A-Sầu-Tal während des Vietnamkrieges: Eine Hauptabzweigung des durch Ost-Laos verlaufenden Ho-Chi-Minh-Pfades erreichte an dieser Stelle südvietnamesisches Territorium. Das Tal wurde damit zu einem wichtigen Teil der nordvietnamesischen Angriffs- und Nachschubroute in Richtung Huế und Đà Nẵng. Durch das Tal und parallel zum Fluss verlief damals lediglich eine kaum befahrbare Schlammpiste (Route 548), die über die genauso unbefestigte Route 547 mit Huế verbunden war. Am Nord- und Südende des Tales zweigten zwei Wege nach Laos ab (Route 922 und 923). Am nördlichen Ende des Tales, am Übergang zum Đakrông-Tal, befand sich ein großer Sammelpunkt der nordvietnamesischen Armee, von den Amerikanern als Base Area 611 bezeichnet. Die Versuche der Südvietnamesen und Amerikaner, diese Verbindung zu unterbrechen und die Nordvietnamesen aus der Region zu vertreiben, machten das abgelegene A-Shau-Tal zu einem der am schwersten umkämpften Schauplätze des ganzen Krieges. Da das Tal für amerikanische Bodeneinheiten kaum zu erreichen war, spielten „Luftkavallerie“ (die 1. Kavalleriedivision und die 101. Luftlandedivision) sowie die unbefestigte alte französische Landebahn in A Lưới eine entscheidende Rolle.
Ab 1963 errichteten US Special Forces, unterstützt von einheimischen CIDG-Einheiten, Stützpunkte im Tal. Anfang März 1966 wurde die Special-Forces-Basis am Südende des Tals von nordvietnamesischen Truppen überrannt, womit die gesamte Region unter die Kontrolle Nordvietnams geriet. Die Bedeutung, die die Region besaß, erkannten die Amerikaner und Südvietnamesen erst, als zwei Jahre später während der Tet-Offensive völlig unerwartet Huế angegriffen wurde. Nach der Rückeroberung der Stadt starteten die US-Truppen eine massive Gegenoffensive gegen die nordvietnamesischen Verbände im A-Sầu-Tal, genannt Operation Delaware, die von April bis Mai 1968 andauerte. Die Nordvietnamesen konnten zwar dadurch unter hohen Verlusten auf beiden Seiten nach Laos vertrieben werden, aber die schwierige Versorgungslage und anhaltender Beschuss durch versteckte Flakstellungen und auf laotischem Boden stationierter Artillerie verhinderten eine dauerhafte US-Basis in der Region. Das Tal wurde folglich nach Ende der Operation wieder geräumt; kurz darauf kehrten die Nordvietnamesen zurück.

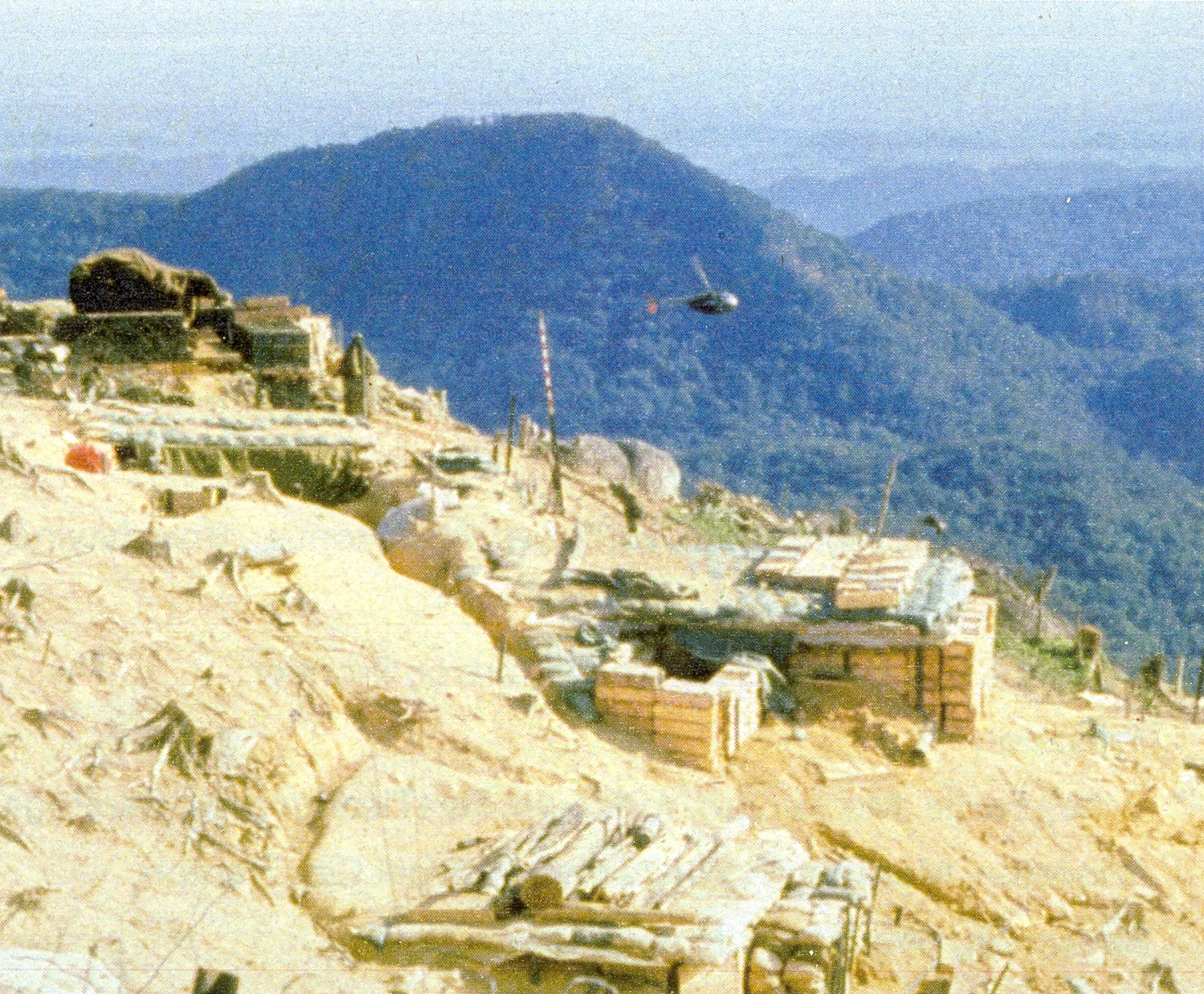
Die Fire Support Base Ripcord im A-Sầu-Tal während Operation Texas Star, Mitte 1970

Die Amerikaner führten daher in dem kommenden Jahren wiederholt Operationen gegen das Tal durch, hielten es aber nicht besetzt. Von Januar bis März 1969 fand die Operation Dewey Canyon der Marines statt, von Mai bis Juni des gleichen Jahres die Operation Apache Snow, die zur Schlacht um den Berg Dong Ap Bia (Hamburger Hill) führte. Von April bis September 1970 folgte die Operation Texas Star, bei der es den Nordvietnamesen aber sogar gelang, die Fire Support Base Ripcord zu erobern. Aufgrund der hohen Verluste und geringen Erfolge – es gelang nicht, die nordvietnamesischen Nachschublinien längere Zeit zu unterbrechen – sowie als Folge der „Vietnamisierung“, durch die die US-Soldaten nach und nach abgezogen wurden, fanden später keine großen Operationen mehr im Tal statt. Nordvietnam baute währenddessen den Ho-Chi-Minh-Pfad zur befestigten Straße aus und nutzte das A-Sầu-Tal als einen Sammelpunkt für die Osteroffensive 1972.
Während des Krieges wurde in der Talregion im großen Stil Agent Orange eingesetzt, zwischen 1965 und 1970 fanden hier 224 Missionen statt, bei denen das Entlaubungsmittel versprüht wurde. Manche Orte wurden bis zu elfmal wiederholt besprüht. Die Region ist daher bis heute sehr stark belastet.